# مالمیر (شازند)
مالمیر روستایی در دهستان مالمیر بخش سربند شهرستان شازند استان مرکزی ایران است.

## جمعیت
بر پایه سرشماری عمومی نفوس و مسکن در سال ۱۳۹۵ جمعیت این روستا ۶۱۹ نفر (۲۳۷خانوار) بوده‌است.
زبان این روستا لری است.